# Dog Days
Dog Days (яп. ドッグ・デイズ доггу дэйдзу) — аниме по оригинальному сюжету Масаки Цудзуки. С апреля по июнь 2011 года шёл показ первого сезона, в начале октября 2011 года был анонсирован выход второго. Его показ проходил с июля по сентябрь 2012 года. Режиссированием первого сезона занимался Кэйдзо Кусакава, второго сезона — Дзюндзи Нисимура. Осенью 2012 года был анонсирован третий сезон.

## Сюжет
В параллельном мире «Флоньярд» (яп. フロニャルド Фуронярудо) с развитой магией, воюют два королевства — Бискотти и Галетт. Каждое сражение проходит по строгим правилам и напоминает спортивное состязание. Какие-либо травмы и жертвы в нём физически невозможны. Рядовые солдаты Флоньярда, получив определённый урон, временно выбывают из битвы — они превращаются в «звериные шары» (яп. けものだま Кэмонодама). На момент начала первого сезона аниме королевство Бискотти постоянно проигрывает, поэтому его принцесса Мильхиор решается призвать на подмогу героя из другого мира. Таковым и становится главный персонаж произведения — Идзуми Синку.
Во втором сезоне Синку вновь призывают во Флоньярд. Но на этот раз он берет свою кузину Нанами и подругу Рэбэкку. Как и в прошлом сезоне, Синку становится героем Бискотти. Нанами  в свою очередь становится героем Галетта, а Ребэкка - технически развитого княжества Пастилаж.

## Персонажи
- Синку Идзуми (яп. シンク・イズミ Синку Идзуми) — главный герой. Тринадцатилетний японский школьник, влюбленный в спорт; наполовину англичанин. В своем мире он был талантливым атлетом, однако ему постоянно не хватало места для тренировок. Обнаружив что «война» в которой его просят участвовать фактически представляет собой одно большое спортивное состязание, с радостью согласился помочь Бискотти. В мире призвавшей его принцессы, в итоге влюбился в неё. Хотя в итоге он вернулся в свой мир, в следующие каникулы планирует вновь посетить волшебный мир, на этот раз взяв с собой своих друзей - Нанами и Ребэкку. Сэйю: Мамору Мияно
- Мильхиор Ф. (Фирианно) Бискотти (яп. ミルヒオーレ・F（フィリアンノ）・ビスコッティ Мирухио:рэ Эфу (Фирианно) Бисукотти), также известная как Мильхи (яп. ミルヒ Мирухи) — четырнадцатилетняя принцесса королевства Бискотти. Певица, известная во всем магическом мире. Как и все жители её страны, обладает собачьими ушами и хвостом. Наблюдая за другим миром в волшебное зеркало, она была восхищена Идзуми и призвала в свой мир, как героя. Влюблена в Синку. Сэйю: Юи Хориэ
- Эклер Мартиноцци (яп. エクレール・マルティノッジ Экурэ:ру Марутиноддзи) — четырнадцатилетняя девушка, капитан гвардии, недолюбливает Синку, считает его показушником. Обладает собачьими ушами и хвостом. В то время, когда Синку страдает о том что застрял в незнакомом мире, исполняет роль его цуккоми[4].
- Рикотта Эльмар (яп. リコッタ・エルマール Рикотта Эрума:ру) — старший научный сотрудник Национального исследовательского института Бискотти. Ей тринадцать лет, также как и Синку.
- Роланд Мартиноцци (яп. ロラン・マルティノッジ Роран Марутиноддзи) — Возглавляет Рыцарей Бискотти. Серьёзный по своей природе. Старший брат Эклер.
- Бриоше Даркуэн (яп. ブリオッシュ・ダルキアン Буриоссю Дарукиан) — графиня, первоклассный боец, использует меч. Она известна как «Сильнейшая в этой стране», то есть, в Бискотти. Создала группу которая состоит из специально обученных собак. Обладает собачьими ушами и хвостом.
- Юкикадзэ Панэтонэ (яп. ユキカゼ・パネトーネ Юкикадзэ Панэто:нэ) — Работает в паре с Даркуэн. В бою использует лук, кинжалы, а иногда она безоружна. Обладает лисьими ушами и хвостом.
- Ребэкка Андэрсон (яп. レベッカ・アンダーソン Рэбэкка Анда:сон) — подружка Синку на Земле. В начале второго сезона она прибывает в королевство Бискотти вместе с Синку. Но позже, когда её "похищает" Кувари, она соглашается стать героем Пастилажа. Оружие - святой меч Меркурия.
- Леонмишель Галетт Де Руа (яп. レオンミシェリ・ガレット・デ・ロワ Рэоммисери Гарэтто Дэ Рова) — королева Галетта. Предпочитает что бы её звали «Ваше величество». Они с Мильхиор являются друзьями детства, как сестры. Обладает львиными ушами и хвостом.
- Гаул Галетт Де Руа (яп. ガウル・ガレット・デ・ロワ Гауру Гарэтто Дэ Рова) — младший брат Леон. Очень скромный в общении с девочками, поэтому в начале никак не хотел давать Нанами себя погладить.
- Нуар Винокакао (яп. ノワール・ヴィノカカオ Нова:ру Винокакао) — молчаливая, спокойная девушка. В бою использует ножи и кинжалы. Имеет кошачьи уши и хвост.
- Джона Курафути (яп. ジョーヌ・クラフティ Дзё:ну Курафути) — Говорит с «весёлой» интонацией. Использует «топор гнева» как оружие. Уши и хвост как у тигра.
- Беру Фабурутон (яп. ベール・ファーブルトン Бэ:ру Фа:бурутон) — использует лук и стрелы. Обладает заячьими ушами и хвостом.
- Такацуки Нанами (яп. 高槻七海 Такацуки Нанами) — кузина Синку. Призвана, как герой в Галетт. Имеет многолетний опыт в Атлетическом Чемпионате. Оружие - шест как у Синку.
- Тацумаки (яп. タツマキ Тацумаки) — щенок Мильхиор, который призывал героев.
- Чейни (яп. チェイニー Тейни:) — кот Леонмишель, который призвал Нанами в Галетт.
- Кувари Эшенбах Пастилаж (яп. クーベル・エッシェンバッハ・パスティヤージュ Ку:бэру эссембахха пасутия:дзю) — принцесса Пастилажа. Пастилаж — развитая страна, и её копьё (которое на съезде в Пастилаже называют пистолетом) — применяется как технологическое искусство. Хороший друг по прозвищу "Као-сама".
- Куара Рислер (яп. キャラウェイ・リスレ Кяравэй рисурэ) — Капитан-командор рыцарей Пастилажа. Помощник Кувари.
- Рися Анроб (яп. リーシャ・アンローベ Ри:ся Анро:бэ) — Рыцарь ордена искусства технологий Пастилажа.